# De quoi vivent les hommes ?
De Quoi vivent les hommes ? (Čím člověk žije ou Čím lidé žiji en tchèque) est un opéra en un acte de Bohuslav Martinů sur un livret en anglais écrit par le compositeur (What Men Live By) d'après Léon Tolstoï, composé aux États-Unis en 1951-1952.
L'opéra a été créé à la télévision à New York en mai 1953. Il a été créé à la scène en 1954.

## Personnages
- Martin Avdeitch, un cordonnier : baryton
- Un vieux pèlerin paysan : basse
- Stepanitch, un vieux soldat : basse
- Une femme avec son enfant : soprano
- Une vieille femme : contralto
- Un garçon : rôle parlé
- Narrateur : ténor